# Farooq Leghari
Farooq Ahmad Khan Leghari, in urdu سردار فاروق احمد خان لغاری‎ (Choti Zareen, 29 maggio 1940 – Rawalpindi, 20 ottobre 2010), è stato un politico pakistano.
È stato l'ottavo Presidente del Pakistan, in carica dal novembre 1993 al dicembre 1997.
Dall'ottobre al novembre 1993 aveva ricoperto il ruolo di Ministro degli esteri nel Governo guidato da Benazir Bhutto.